# Буковица-Велика (Добой)
Буковица-Велика (серб. Буковица Велика или Велика Буковица) —  населённый пункт (посёлок) в общине Добой, который принадлежит энтитету Республике Сербской, Босния и Герцеговина. Расположен к северо-западу от города Добой и населённого пункта Буковица-Мала.

## Население
Численность населения посёлка Буковица-Велика по переписи 2013 года составила 2 827 человек.
Этнический состав населения населённого пункта по данным переписи 1991 года:
- сербы — 1,360 (91,83 %),
- боснийские мусульмане — 12 (0,81 %),
- хорваты — 11 (0,74 %),
- югославы — 46 (3,11 %),
- прочие — 52 (3,51 %),
- всего — 1,481.